# 泥潭龍屬
泥潭龍（屬名：Limusaurus）是種形態特殊的獸腳類恐龍，生存於晚侏羅世（距今約1億6100萬至1億5700萬年前）的中亞。模式種也是唯一的種難逃泥潭龍（Limusaurus inextricabilis）發表於2009年，根據在新疆準噶爾盆地石樹溝組上部層位發現的標本而命名。屬名在拉丁語是「泥巴蜥蜴」的意思，種名意為「無法逃脫」，皆指所發現的化石呈現陷入泥潭中死去的狀態。泥潭龍是種體型小、身形纖細的動物，身長約1.7公尺及體重約15公斤，具有長頸部與腿部，但前肢相當短（其中第一、四指退化）。牠們在生長過程中經歷大幅度的形態轉變，幼體具有牙齒，成年後牙齒完全消失而被嘴喙所取代。許多這些特徵都與後來晚期的似鳥龍類以及早期非恐龍的蘇牟龍科有著極相似的趨同演化現象。
泥潭龍是亞洲第一個已知的角鼻龍類，屬於西北阿根廷龍科，包含一群體型小而結構輕盈的成員，其中與輕龍最為近緣。泥潭龍手指的退化模式，已被用來解釋堅尾龍類獸腳類的三指手部是從五指的祖先將第一、五指退化而成的結果，這是個與鳥類演化有關的爭議性理論。成體失去牙齒的變化可能與食性由雜食性轉變為植食性有關，並由在成體發現的胃石證據得到支持。因為許多標本被發現聚集在一起，顯示泥潭龍可能是種群居性的動物。化石出土於牛津階岩層，正值蜥腳類的繁盛時代，推測這些泥潭龍標本（還包括其他小動物）很可能是陷入了由巨型蜥腳類留下的足跡所產生的泥坑中。

## 發現及研究歷史

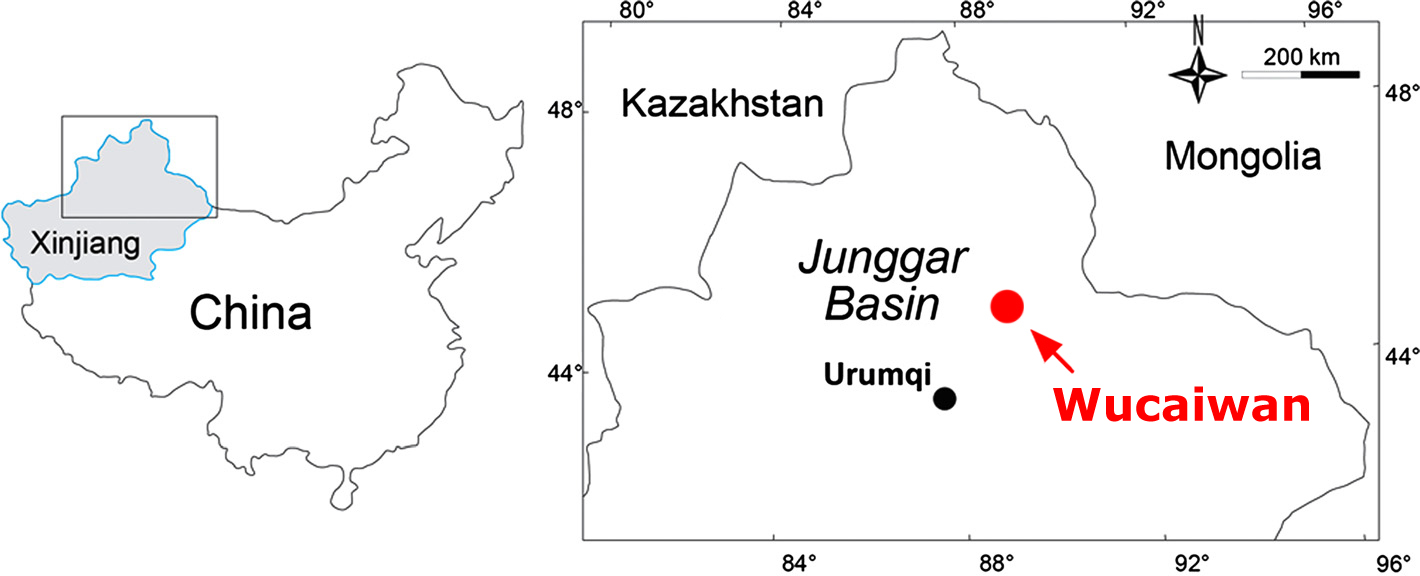
泥潭龍的發現地五彩灣（⬤）在中國的位置圖

2001年至2006年，一個中國與美國的古生物學家組成的聯合團隊在新疆準噶爾盆地東北部石樹溝組的五彩灣地區進行考察活動，並於期間發現了三個屍骨層（編號TBB 2001、TBB 2002、TBB 2005）。屍骨層以小型獸腳類遺骸為主要構成，至少包括了三個不同物種，其中大部分屬於一種小型角鼻龍類，這是該類群首次在亞洲發現的證據。將堆疊的遺骸以整塊岩塊的方式移出地層，以石膏包裹並裝進木板箱中。針對TBB 2001岩塊製作了樹脂模型，使得以對原生岩基中的標本進行研究。岩塊中的所有標本都被包含在呈半清修狀態的模型中。

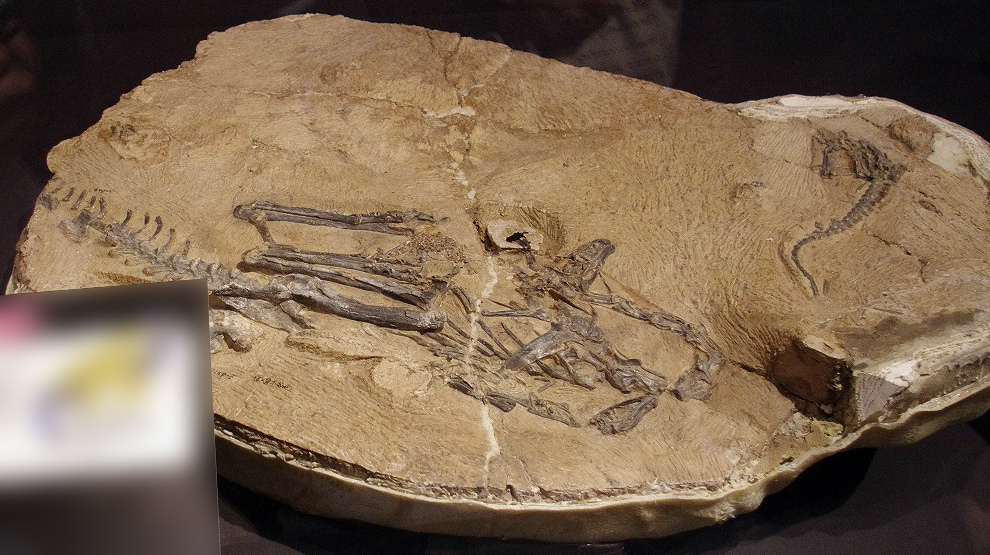
正模標本與參考標本（右上角），呈現發現時的原位狀態，展示於東京

2009年，徐星和同事將小型角鼻龍類命名為難逃泥潭龍（Limusaurus inextricabilis）。屬名取自拉丁語的limus（意為「泥濘」），種名意為「無法脫逃」，於是學名全意為「難以脫逃的泥潭蜥蜴」，以代表發現的標本呈現陷入泥潭死去的狀態。描述論文介紹了保存於IVPP的兩件標本：正模標本IVPP V 15923（一隻幾乎完整、關節仍連接的亞成體，僅缺少尾部末端）；保存在其隔壁的IVPP V 20098標本（一隻大型幼體，僅缺少骨骼前部）。另一件IVPP V 15304標本（在原始論文誤植為IVPP V 16134）是一隻成體，同樣近乎完整且關節相連，且缺少頭骨，體型大於正模標本。
2017年，古生物學家王碩及同事描述了其他十七個泥潭龍標本，與正模標本來自同一岩塊，也全部保存於IVPP。這些標本包括六隻幼體（一歲或以下）、十隻亞成體（二至六歲）、一隻成體（六歲以上）。無齒的成體與有齒的幼體起初被認為屬於不同種恐龍，並被分開來研究，至此才意識到這些全都是泥潭龍。

## 描述

### 體型與特徵

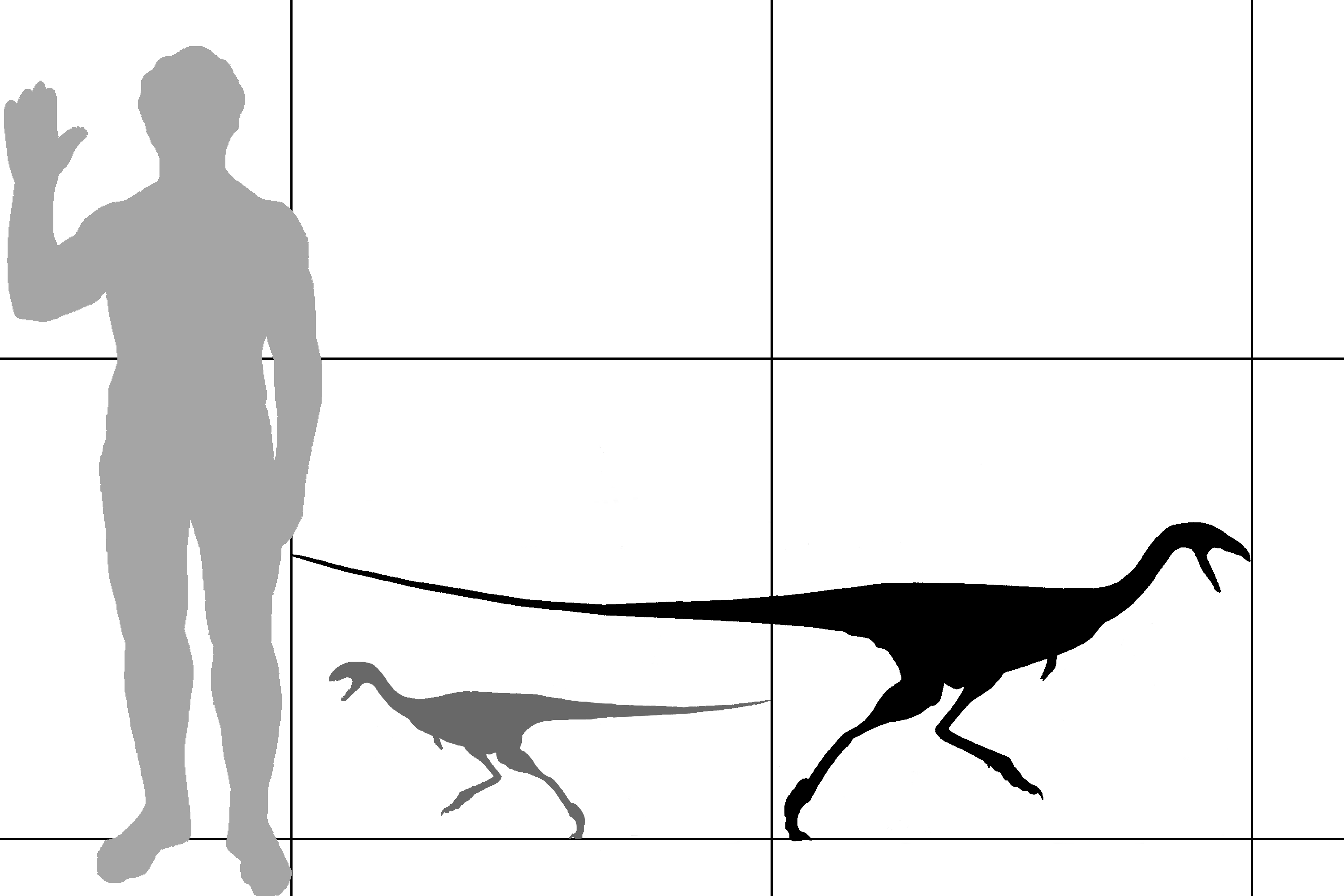
泥潭龍幼體與成體的體型比例圖

泥潭龍是小型而纖細的動物。正模標本（最初因骨骼癒合程度被認為是成體，但後來與其他標本一同檢驗下才發現是亞成體）估計身長約1.7公尺、體重約15公斤。一隻成體標本估計比正模標本大了15％。泥潭龍的某些特徵，如帶有大型眼眶的小型頭部、無齒的頜部、相對長的頸部以及長腿，與白堊紀無關的獸腳類恐龍似鳥龍類、三疊紀非恐龍的蘇牟龍科都非常相似，成為主龍類三個不同演化支間出現趨同演化的重要實例。雖然有些描繪將泥潭龍詮釋為帶有羽毛，但目前尚未發現任何直接證據來支持。

### 頭骨

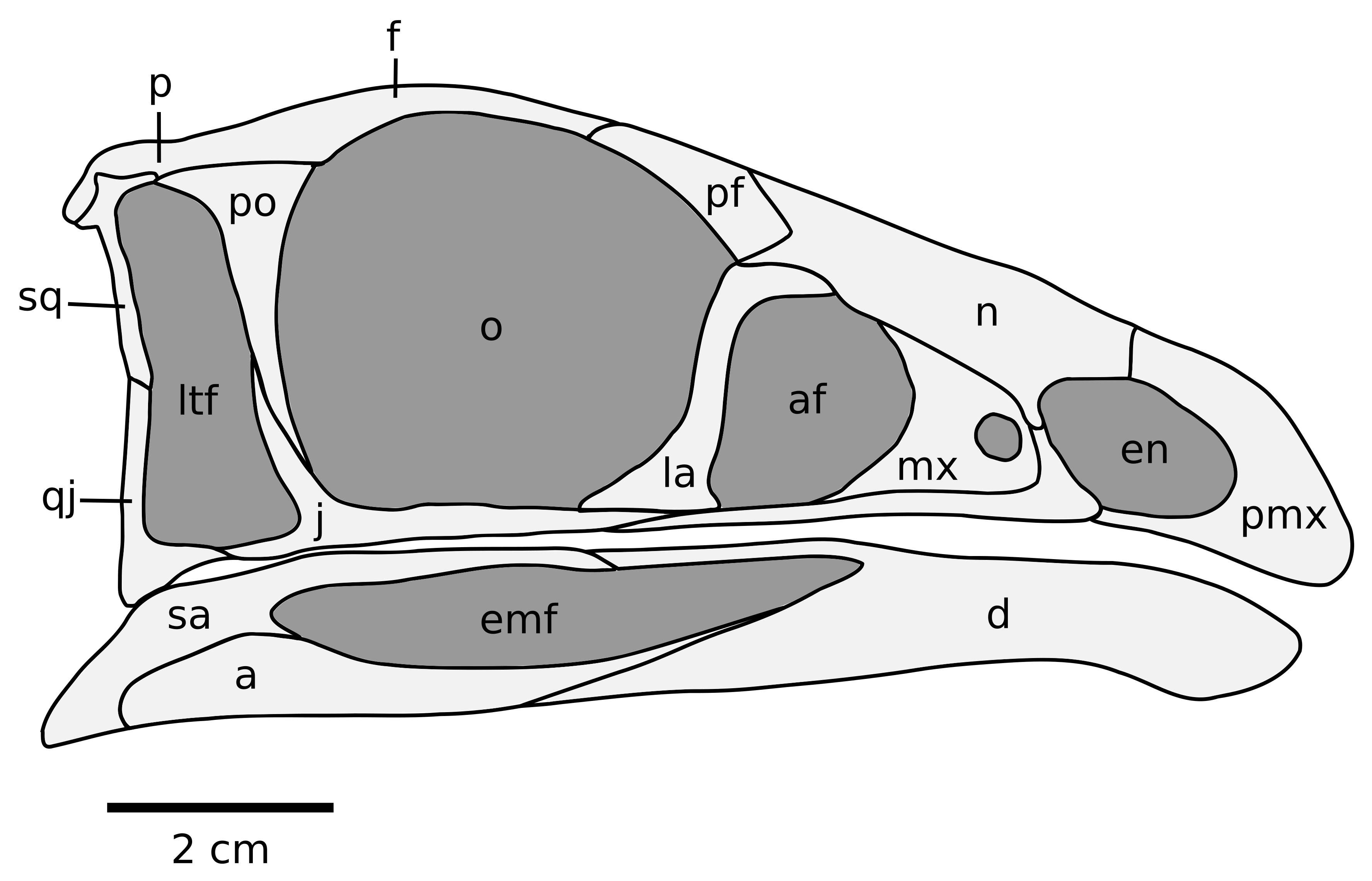
頭骨部位示意圖

泥潭龍的頭骨相對高且短，長度約只有股骨的一半。吻部尖端覆蓋著嘴喙，這是過去在一些非虛骨龍類獸腳類所未知的特徵。如同大多數恐龍，頭骨有五個主要開口：外鼻孔、眼眶、眶前孔、上、下顳顬孔（分別位於頭骨後方頂部及側邊）。如同其他角鼻龍類，骨質鼻孔一部分由上頜骨構成；且眶前孔比例小，而鼻骨後部構成包含此開口的一部份腔室。外鼻孔大並位於後部位置，這點類似堅尾龍類。眼眶大，但後顳孔不如進階角鼻龍類預期那樣來得大。泥潭龍的獨特之處在於，前上頜骨內底緣呈凸狀。鼻骨側面有個明顯的板片，短、寬、長度不到頭蓋骨的三分之一，長度是寬度的兩倍。構成眼窩前緣的淚骨下部異常大幅前傾。構成眼窩底部的顴骨纖細、枝呈桿狀，也是本屬的特點。
角鼻龍類的下頜由一個相對大的下頜孔所穿透。泥潭龍的這個孔特別大，約佔整個下頜長度的40％，是本屬的鑑定特徵。齒骨（下頜前端帶齒的骨骼）與下頜其餘部分相較很短，類似其他角鼻龍類。齒骨前端下彎並有個凸內緣，類似近緣的惡龍。下頜隅骨相對下頜後端位置顯著向前，類似其他角鼻龍類。幼體上頜每側有九顆、下頜每側12顆牙齒，隨著成長牙齒將逐漸脫落，直到成年完全消失。

### 顱後骨骼

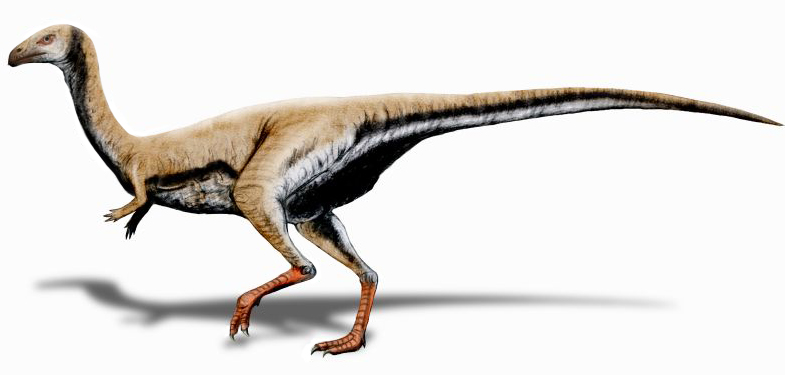
復原圖

泥潭龍頸椎加長，如同近緣的輕龍，而頸部本身也很長。樞椎前端缺乏側凹，其神經弓孔洞可見於進階型角鼻龍類。如同其他西北阿根廷龍科，頸椎神經棘位置與其他獸腳類相比更靠脊椎前端。
獨特的是，肩胛骨前緣有個突出的稜脊，還有個相對高的肩峰突。胸骨癒合成單一個大塊連續性的板片，是另一項與虛骨龍類趨同演化的特徵。泥潭龍也有一個叉骨，過去這在角鼻龍類未曾得知。肱骨頭膨脹，肱骨前指的輪緣、用於肌肉附著的三角肌脊長且有角度；這些是角鼻龍類的典型特徵。前肢橈骨長於尺骨；泥潭龍缺乏尺骨上端肌肉附著的骨質延伸物肘突；以上兩項特徵被視為泥潭龍的獨有衍徵。如同其他角鼻龍類，泥潭龍缺乏骨化的腕骨。

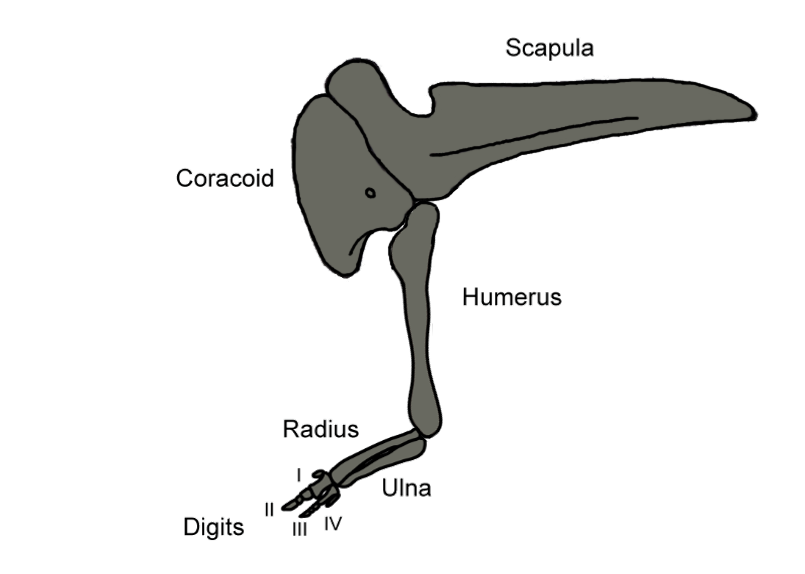
前肢與肩帶的描繪圖

與角鼻龍類普遍情況相同的是，泥潭龍的手臂和手部都大幅萎縮，程度甚至超越角鼻龍。與其他近緣的較基礎物種相比，泥潭龍擁有三根手指（中間三根）；最特殊的是第一指幾乎完全退化，而第一掌骨短於其餘掌骨。該物種的另一個獨特之處在於，第二掌骨比其他掌骨還要厚實。第二指有三個指骨，第三指也只有三個，而不像其他早期獸腳類有四個。雖然第四指沒有保存下來，但第四掌骨的末端顯示出有關節，因此也有指骨存在；且很可能是第四指唯一的指骨。手指的爪骨粗短、基部擴張。側邊有兩道凹槽，也在惡龍發現同樣特徵。
在骨盆中，髂骨小且向身體中線傾斜，輕龍也有相同狀況。恥骨下端的恥靴大而擴張，如同其他角鼻龍類。恥靴鈎狀且指向後方，每側都有一道脊，此特徵為該物種獨有。泥潭龍加長腿部的比例顯示出對奔跑的良好適應，下肢比上肢長許多：脛骨＋跗骨是股骨長度的1.2倍；而腳部是股骨長的1.3倍；腿部則是軀幹長的1.8倍。股骨上半部橫切面為三角形，是與惡龍的共有特徵。三根用來承重的腳趾蹠骨呈弧形排列，第四蹠骨筆直，其長邊緊貼第三蹠骨，為泥潭龍所特有。第一根拇趾縮短，長度僅第三蹠骨的17％，是另一項獨有特徵。腳爪兩側有兩道凹槽，如同其他角鼻龍類。

## 延伸閱讀
- 角鼻龍類研究歷史（英语：Timeline of ceratosaur research）